# Вилијам Хантер
Вилијам Хантер (енгл. William Hunter; Балантре, Ершир 1. јун 1861 — Лондон, 13. јануар 1937) био је доктор медицине у Единбургу, лекар консултант и истраживач у Болници за заразне болести у Лондону, консултант у Черинг крос болници у Лондону, декан њене медицинске школе и члан британских научних друштава. У чину пуковника као лекар консултант британске Источне команде у Првом светском рату и шеф британске војно-санитетске мисије за Србију 1915. године, одиграо једну од кључних улога у сузбијању епидемије пегавог тифуса која је харала Краљевином Србијом у 1914. и 1915. години. Бавио се научноистраживачким радом и објавио већи број научних медицинских књига и историјских радова.

## Живот и каријера
Рођен је у малом месту Балантре, на морској обали у области Ершир у Шкотској 1. јуна 1861. године, као син Роберта Хантера из Беркенхеда, у Уједињеном Краљевству. Школовао се на Ayr Academy у South Ayrshire.
Медицину, коју је студирао на Универзитету у Единбургу, завршио је 1883. године. У звање доктора медицине промовисан је 1886. године у Единбургу. у коме је једно време ратио као кућни лекар и физикус у Западном единбуршком диспанзеру. Након тога радио је на постдипломским студијама у Лајпцигу (1884), Бечу и Стразбуру, Кембриџу.
За члана Краљевског друштва у Единбургху изабран је 1887. године, на предлог William Rutherford, Sir William Turner, Sir Thomas Richard Fraser и William Smith Greenfield.
Од 1887. до 1890. године, као стипендиста Џона Лукаса Вокера, радио је на институту за патологији у Кембриџу. Током овог периода, посетио и Беч и Стразбур, и након тога објавио радове о пернициозној анемији (насталој услед недоистатка витамина B12) и био претеча двадесетогодишњих драгоцених истраживања на ову тему.
Као предавач за Галски и Ирски радио је на Краљевском колеџу хирурга од 1889 до 1890.
Крајем 19. века Преселио се у Лондон и у њему радио као лекар консултант и истраживач у Болници за заразне болести у Лондону, консултант у Черинг крос болници у Лондону и декан њене медицинске школе.
Током Првог светског рата у чину пуковника у Краљевском војно-медицинском корпусу, био је председник Саветодавног комитета за здравље у Источном Медитерану и Месопотамским експедиционим снагама и консултант британске Источне команде.
Преминуо је у Лондон 13. јануара 1937. године у 75. тој години живота.

## Дело
Вилијам Хантер је с почетка 20. века објавио многе научне радове. Радећи као доктор у Единбургу, али и као истраживач на Кембриџу посветио се изучавању пернициозне анемије (узроковане недостатком витамина Б12), утврдио је, прво, да поремећај утиче на нервни и дигестивни систем. У знак призања Хантеру и немачком професору медицине и хирургије, Мелеру, једна од стања запаљења језика, узрокована недостатком витамина Б12 или фолне киселине, названо је Мелер-Хантеров глоситис.
Боравак Вилијам Хантер у Краљевини Србији за време Великог рата
Када је постало јасно да пегави тифус угрожава целу Краљевину Србију, српска влада се у фебруару 1915. године обратила за помоћ савезницима, пре свих Француској и Енглеској.
Почетком марта у Србију је дошла енглеска медицинска мисија са 25 чланова, на челу са пуковником др Вилијамом Хантером, нешто касније је дошла француска мисија са око 100 лекара, а после њих и америчка медицинска мисија.

О свом првом дневном путовању возом кроз Србију, од Ниша до Крагујевца, др Хантер у својој књизи пише:
гомиле сељака у бундама од овчијег крзна - идеалном станишту за безбројне ваши, како се тискају да уђу у композицију. Вагони воза заударали су на јак мирис нафталина и камфора који су узалудно коришћени у покушају да се сузбије зараза... Целокупна железничка мрежа је деловала...као заразна река која преноси заразу уздуж и попреко по целој земљи - од војних области ка цивилним областима и обрнуто.
 На основу ових сазнања 8. марта 1915. године пуковник Хантер је предложио српској влади неколико мера за спречавање даљег ширења и за санацију епидемије пегавог тифуса:
- Дезинфекцију и дезинсекцију одела, рубља и постељине оболелих, али и целокупног становништва и припадника војске, применом металних буради (или дрвена са металним дном) у којима се откувава одело, рубље и постељина, по предлогу потпуковник др Стамерса, епидемиолога. Тај изим потпуковника Стамерса је класније назван „српско буре“.
- Ограничено и строго контролисано кретање војске и становништва, посебно железницом. Вршена је контрола свих путника да ли су болесни и да ли су вашљиви. Сви сумњиви на болест су издвајани, праћени да ли ће се разболети и по потреби лечени, а вашљивима је вршена депедикулација и тек тада дозвољавано путовање.
- Привремено обустављање целокупног железничког саобраћаја и оснивање карантинских и дезинфекционих станица на железници. Сви возови осим службених нису саобраћали од 16. марта до 16. априла 1915. године и - број новооболелих нагло је опао.
- Забрану посета болесницима у болницама.

Захваљујући др Хантеру наведене мере су веома брзо дале добре резултате. Већ крајем марта 1915. године дошло је до благог пада броја оболелих, смањење оболевања, које је било евидентно у априлу, у мају се региструју ретки случајеви обољења, а средином јуна 1915. године епидемија пегавог тифуса у Србији је окончана.
Након повратка у Лондон др Хантер је објавио књигу - Епидемије пегавог тифуса и повратне грознице у Србији 1914. године: Порекло, ток и превентивне мере употребљене у обуздавању пегавог тифуса и повратне грознице. која у себи садржи обиље епидемиолошке грађе. Само на једном графикону је Хантер радио пет месеци: јер су подаци о броју болесних у болницама и о њиховим карактеристикама који су достављани др Хантеру сваке вечери, на српској ћирилици, која је њима била тешко разумљива, да чак ни име Крагујевац нису могли прочитати, као ни имена станица кроз које су пролазили.
Контроверзни став др Хантера
Единбуршки универзитет доделио му је 1927. године почасни докторат, а он је том приликом одржао дуг говор у похвалу америчком хирургу Хенрију Котону, пионира хируршког лечења менталних поремећаја. Наиме Хантер је раније спекулисао да су разне телесне инфекције узроци болести душе, а Котон се осмелио дазасече: вадио је зубе, крајнике, желудац, дебело црево. Била је то велика погрешка јер: пацијенти су после таквог мирнодопског третмана умирали као од опасне ратне епидемије, а тридесетих година 20. века лекари су закључиле да, заправо, несрећни људи, чије је операције хвалио Хантер, ни од чега нису били излечени, закључиле су њихове колеге тридесетих година 20. века речима ...нико није савршен, а модерна медицина је стално напредовала.

## Признања
За свој рад Вилијам Хантер је добитних следећих признања:
- Британски витешки орден
- Српски ордени Светог Саве за заслуге у рату, Краљевине Србије.
- Медаља победе, са храстовим листом (1914—1920)
- Златна медаља за докторску дисертацију посвећену физиологији и патологији трансфузије и екстравасације крви, Универзитета у Единбургу
- Бронзана медаља, за природну историју, Универзитета у Единбургу
- Бронзана медаља, за практичну хемију, Универзитета у Единбургу
- Бронзана медаља, за хирургију, Универзитета у Единбургу
- Бронзана медаља, за практичну физиологију, Универзитета у Единбургу
- Бронзана медаља, за клиничку хирургију, Прва награда, Универзитета у Единбургу
- Бронзана медаља, за вишу хирургију, Универзитета у Единбургу
- Бронзана медаља, за акушерство, Универзитета у Единбургу
- Бронзана медаља, за практичну физику, Универзитета у Единбургу
- Бронзана медаља, за акушерство, Универзитета у Единбургу.[4]